# Norfolk & Norwich Festival
Il Norfolk & Norwich Festival è un festival artistico che si tiene ogni anno a Norwich, in Inghilterra. È uno dei più antichi festival cittadini dell'Inghilterra, che si tiene fino dal 1824 e che affonda le sue radici nel lontano 1772.

## Storia
Inizialmente era stato concepito come una raccolta fondi per l'Ospedale di Norfolk e Norwich. Per gran parte della sua storia è stato un festival musicale puramente classico che ha visto le esibizioni di molti artisti famosi, compositori e direttori. Negli ultimi anni il festival si è allontanato da questo obiettivo e si è diversificato per includere una varietà di circo, spettacoli, musica contemporanea, danza, arti visive ed eventi per bambini.
Oggi il Norfolk & Norwich Festival è un'organizzazione artistica con sede a Norwich, in Inghilterra, città principalmente responsabile dell'omonimo festival artistico internazionale che si tiene ogni anno a maggio, con eventi che si svolgono anche in tutta la Contea di Norfolk. L'organizzazione del Festival lavora su schemi di apprendimento creativo in tutta Norfolk con il supporto dell'Arts Council England e i Consigli di Norwich e Norfolk ed ha ricevuto finanziamenti per diventare una "organizzazione ponte" per l'Arts Council England dal a partire dal 2012.
Il festival fu istituito nel 1824, come evento triennale, per sostenere la costruzione in corso del Norfolk & Norwich Hospital e si era sviluppato grazie ad antiche raccolte di fondi con gli spettacoli musicali, a favore dell'ospedale, che risalivano al 1772; tra queste c'era la rappresentazione annuale di un oratorio tenutasi nella Cattedrale di Norwich.
All'inizio il festival si svolgeva principalmente nella St. Andrew's Hall e in St Peter Mancroft. Questi eventi consistevano principalmente di oratori ed altre opere corali su larga scala eseguite dal Norwich Festival Chorus, forte allora di 300 coristi. Tra le premiere di questo periodo spicca The Last Judgment del compositore e direttore d'orchestra romantico tedesco Louis Spohr.

## XX secolo
Il festival triennale ha continuato ad aumentare la propria fama per tutto il periodo vittoriano ed edoardiano ed ha visto le anteprime di importanti opere classiche tra le quali Sea Pictures di Edward Elgar nel 1899 (cantata da Clara Butt), la Rapsodia n. 2 di Ernest John Moeran, basata su un canto popolare del Norfolk, per il concerto del centenario del 1924, Enter Spring di Frank Bridge nel 1927, Job: A Masque for Dancing di Ralph Vaughan Williams nel 1930, Morning Heroes di Arthur Bliss sempre nel 1930 e Our Hunting Fathers di Benjamin Britten nel 1936.
Una storia spesso narrata dal festival del 1936 è l'intervento di Vaughan Williams per fermare l'orchestra che deride il lavoro del ventiduenne Britten. Vaughan Williams disse loro che erano "in presenza di grandezza" (riferendosi al giovane compositore) e che se non avessero voluto interpretare il lavoro di Britten non avrebbero interpretato nemmeno il suo (Vaughan Williams stava allestendo l'anteprima dei suoi Five Tudor Portraits nello stesso festival).
Come festival musicale ha anche attratto prestigiosi direttori d'orchestra tra cui Sir Henry Wood, Sir Thomas Beecham, Sir Malcolm Sargent, Norman Del Mar e Vernon Handley.
Il festival è diventato un evento annuale nel 1989 a seguito di un accordo con i direttori del Festival Norwich (FN). FN iniziò nel 1986 come primo festival annuale di arte e musica a Norfolk dedicato all'organizzazione di una vasta gamma di attività che spaziano dall'arte, la musica e l'industria a Norfolk. I direttori del Festival Triennale furono contattati con la proposta di fare eseguire il FN per due anni consecutivi con quello Triennale che continuava ogni tre anni. Il festival Triennale però decise che avrebbe dovuto trattarsi di un evento annuale e si convenne allora che in questo caso il FN avrebbe smesso di essere realizzato dopo appena tre anni. Sotto la direzione di Marcus Davey, ora direttore di The Roundhouse a Londra, lo scopo del festival fu cambiato dalla sola musica classica per soddisfare una più ampia varietà di interessi, musica, teatro, danza e altre arti visive. Nell'ambito dell'ampliamento della portata del festival, nel 1994 fu avviata una nuova iniziativa artistica chiamata "Prima settimana di arti visive del primo festival di Norfolk e Norwich", che ora si è trasformata in Norfolk & Norwich Open Studios, un evento open gallery.

## XXI secolo
Un cambiamento significativo nel 2001 fu lo spostamento del festival da ottobre a maggio. Dal 2004 al 2010 è stato diretto da Jonathan Holloway, ora direttore artistico del Festival di Melbourne in Australia. Nel corso degli anni Jonathan è stato direttore artistico e amministratore delegato del Norfolk & Norwich Festival, il pubblico è aumentato del 1.000%, il fatturato è più che quadruplicato e il festival ha assunto il lancio di partenariati creativi a Norfolk, parte del programma di creatività del Regno Unito nelle scuole.
Tra i compositori che hanno visitato il Festival durante questo periodo figurano Philip Glass, Ute Lemper, Michael Nyman, John Cale e si sono esibiti al festival anche Laurie Anderson, Terry Riley, Ray Davies e David Bedford.
Il programma del 2010 comprendeva la Michael Clark Company, 7 doigts de la main, Ontroerend Goed, Nofit State Circus, Circus Ronaldo e Forced Entertainment (tra gli altri) e il 2011 ha presentato Dining with Alice di Artichoke, Chouf Ouchouf, Mariano Pensotti, Mariza e il Kronos Quartet tra gli altri. Le commissioni musicali recenti includono Music For Seven Ice Cream Vans di Dan Jones. Holloway è stato sostituito da William Galinsky, precedentemente organizzatore del Festival di mezza estate di Cork in Irlanda. Nell'ottobre 2017 è stato annunciato che Daniel Brine avrebbe assunto la direzione del Festival.

## Collaborazioni creative e organizzazioni ponte
Il Festival è stato il principale partecipante dell'Anglia orientale al programma delle scuole di apprendimento creativo, lavorando con 49 scuole di Norfolk. Il programma Creative Partnerships (Partenariati creativi) è stato tagliato dal governo, ma dal 2012/2013 il Festival riceverà un totale di £ 1,35 milioni all'anno dall'Arts Council England per consentirgli di diventare un'organizzazione ponte per lo sviluppo di opportunità artistiche per bambini e giovani, agendo appunto come un ponte tra i settori dell'arte e dell'educazione.

## Direttori
- Sir Henry Wood (1908–1930)
- Sir Thomas Beecham (1936 –
- Norman Del Mar
- Vernon Handley
- Richard Philips
- Heather Newell
- Marcus Davey
- Jonathan Holloway (2004–2010)
- William Galinsky (2011 – 2017)
- Daniel Brine (2017-attuale)